# 解僱

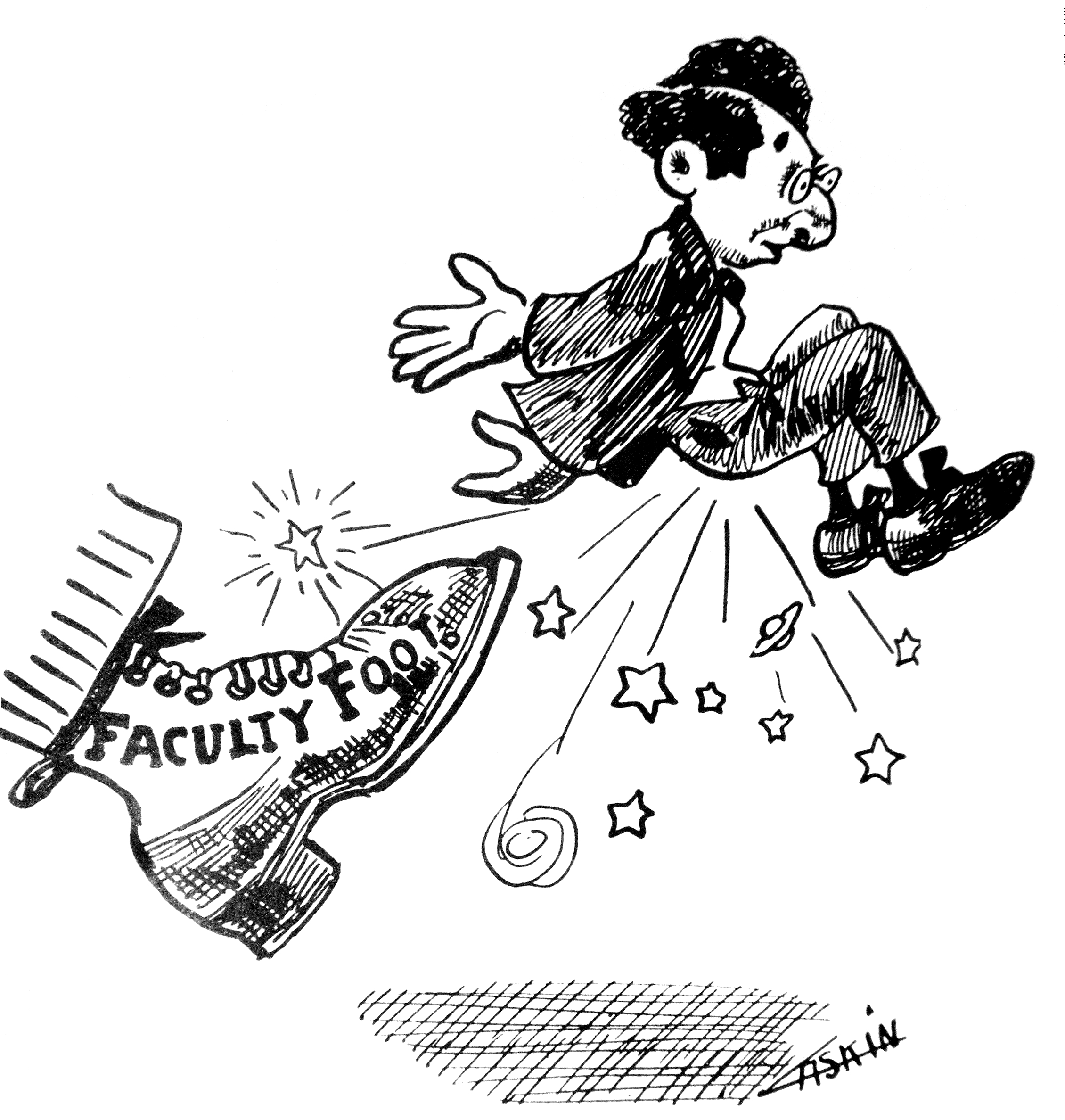
20世紀初一幅描繪一位大學教員遭「一腳踢開」(given the boot，即一種「非自願離職」的俗語表示)的插畫。

解僱，也称辞退，俗稱開除、炒魷魚。解僱是「永久終止僱傭關係」或「終止勞務合約關係」的一種，關鍵是由資方或用人單位方面，主動提出。相反，若由勞方僱員主動提出的，稱為「請辭」，或者「辭職」。
有些地方法律規定不可以無理解僱，至於解僱的理由可以包括:
- 工作失誤，令公司有損失。
- 經常遲到早退。[1]
- 工作能力未能勝任。
- 公司改組，內部另外未有其他適合的空缺。
- 政治立場
- 欠缺誠信
- 冗員[2][3]

## 「解僱」與「辭職」的比較
按勞務合約條款，或者當地《勞動法》:
- 「解僱」：由僱主按比例，支付代通知金予僱員，以補償僱員失去此工作收入的損失，又稱為「資遣」。
- 單合約僱員因為未能完成指定的完整合約期，所以無權追討約滿花紅。
- 部分公司在想要裁員時，會利用各種手段讓員工「自願辭職」，以規避資遣費。

## 外部連結
- 中華民國勞動部- 雇主可以資遣（解僱）我嗎？ （页面存档备份，存于）